# Clotilde Armand

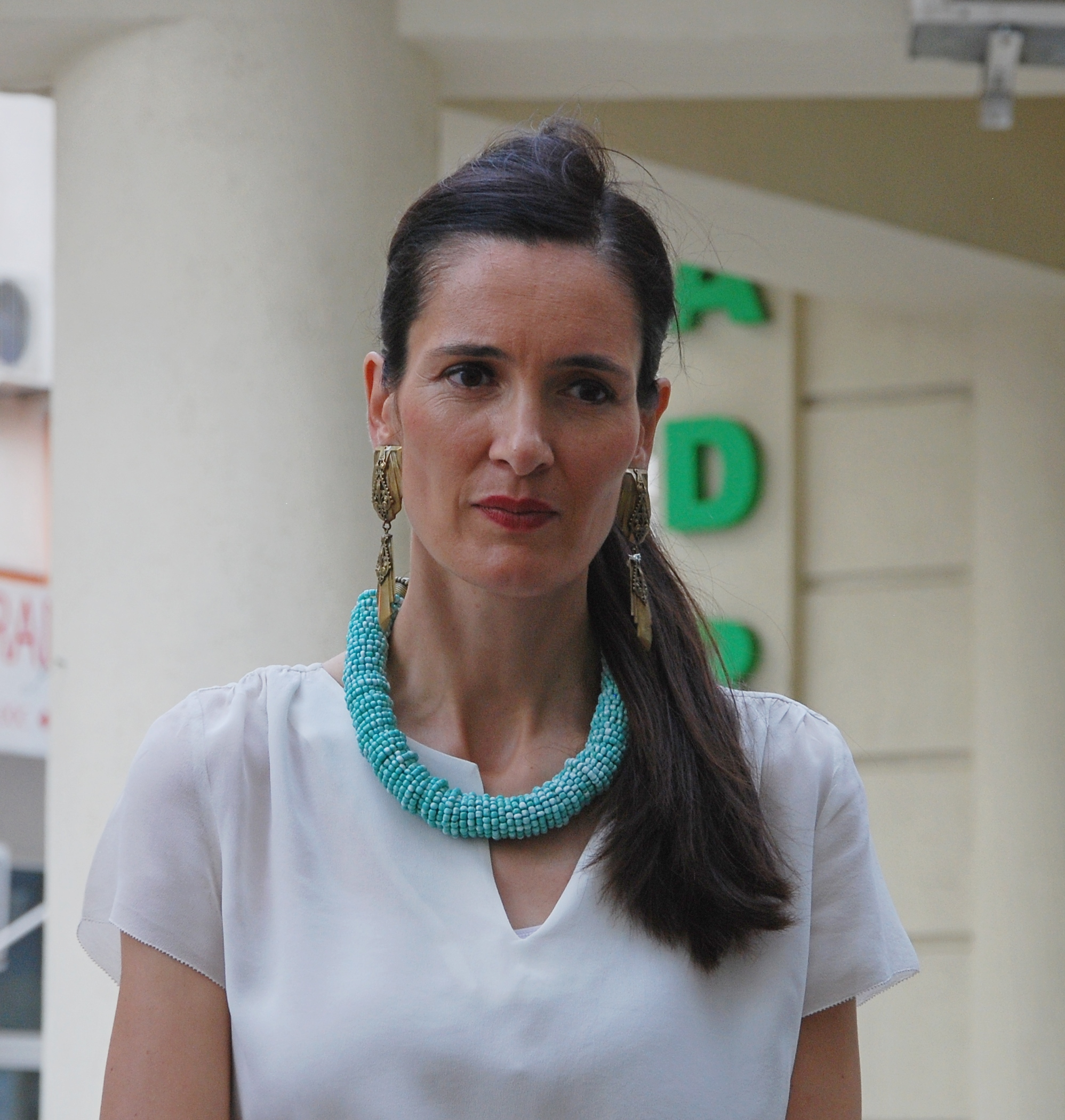
Clotilde Armand (2016)

Clotilde Marie Brigitte Armand, meist kurz Clotilde Armand (geboren am 28. Juni 1973 in Pointe-à-Pitre, Guadeloupe) ist eine französisch-rumänische Unternehmerin und Politikerin (USR). 2006 kandidierte Armand erfolglos bei den rumänischen Kommunalwahlen für das Amt der Bürgermeisterin des Sektors 1 von Bukarest. Bei den Europawahlen 2019 gewann Armand auf der Liste Alianța 2020 USR-PLUS ein Mandat im Europäischen Parlament und war Teil der Fraktion Renew Europe. Im September 2020 wurde sie bei den Kommunalwahlen 2020 zur Bürgermeisterin des Sektors 1 von Bukarest gewählt und schied zum 3. November 2020 aus dem Europaparlament aus.

## Leben

### Ausbildung und berufliche Karriere
Clotilde Armand wurde in Pointe-à-Pitre auf der Insel Guadeloupe geboren, wo ihr Vater seinen Militärdienst ableistete und Mathematik für Kinder aus Guadeloupe unterrichtete. Ihre Familie stammt ursprünglich aus Vichy, wo sie auch die Grund- und Mittelschule besuchte. Sie studierte an der École Centrale Paris und anschließend am Massachusetts Institute of Technology, wo sie ihren zukünftigen Ehemann, Sergiu Moroianu, einen rumänischen Mathematiker, kennenlernte. Sie heiratete ihn 1997 und zog 1999 nach Bukarest. In den folgenden Jahren lebte sie in Frankreich und Deutschland, bevor sie wieder nach Bukarest zurückkehrte.
Im Jahr 2002 arbeitete Armand für Airbus in Frankreich und Deutschland, wo sie eintausend Ingenieure leitete und ein Budget von einer Milliarde Euro hatte. Im Jahr 2005 wurde sie Direktorin der rumänischen Niederlassung des Gasvertriebsunternehmens GDF Suez. Seit September 2013 ist sie Leiterin der rumänischen und bulgarischen Niederlassung des französischen Ingenieurunternehmens Egis.
2015 erwarb Armand die rumänische Staatsbürgerschaft.

### Erste Bürgermeisterinnen-Kandidatur 2016
Nicușor Dan, ein politischer Aktivist und Freund von Armands Ehemann, gründete eine neue Partei namens Uniunea Salvaţi Bucureştiul (Union zur Rettung Bukarests). Armand wurde von der Partei als Bürgermeisterkandidatin für Bukarests Sektor 1 ausgewählt und begann nur sechs Wochen vor dem Stichtag mit der Organisation ihrer Kampagne. Ihre Kampagne basierte vor allem auf einem Anti-Korruption-Wahlkampf und gegen ein „weiter so“ mit der bisherigen Politik. Sie versprach eine bessere Verwaltung der öffentlichen Dienste und eine Abkehr von der autozentrierten Mobilität hin zu mehr öffentlichem Nahverkehr.
Letztendlich verlor Armand sehr knapp mit 21.504 Stimmen (28,77 %) zu 23.220 Stimmen (31,07 %) des sozialdemokratischen Kandidaten Dan Tudorache. Armands Partei beklagte Unregelmäßigkeiten in Wahllokalen ohne eigene Wahlbeobachter und forderte eine Neuauszählung in 18 Wahlbezirken, was das Wahlbüro jedoch ablehnte. Auch wenn Armand nicht zur Bürgermeisterin gewählt wurde, nahm sie das Mandat einer Stadträtin im Stadtrat des Sektors 1 an.

### Wahl ins Europaparlament 2019
Für die Europawahl 2019 nominierte ihre seit 2016 rumänienweit agierende Partei Uniunea Salvați România (Union zur Rettung Rumäniens) sie auf den vierten Listenplatz (und erste weibliche Kandidatin) auf der gemeinsam mit der Partei Partidul Libertate, Unitate și Solidaritate (Partei der Freiheit, Einheit und Solidarität) eingereichten Listenverbindung Alianța 2020 USR-PLUS. Die Listenverbindung gewann bei der Wahl 22,36 Prozent und damit acht der 33 rumänischen Mandate, sodass Armand direkt einzog. Alle acht Abgeordneten der Listenverbindung traten der neugegründeten liberalen Fraktion Renew Europe bei. Für die Fraktion war Armand Mitglied im Haushaltsausschuss sowie stellvertretendes Mitglied im Ausschuss für Verkehr und Tourismus und im neu eingerichteten Sonderausschuss zu Krebsbekämpfung.

### Zweite Bürgermeisterinnen-Kandidatur 2020
Bei den rumänischen Kommunalwahlen 2020 kandidierte Armand erneut für das Amt der Bürgermeisterin des Bukarester Sektor 1, dieses Mal unterstützt von der Listenverbindung Alianța 2020 USR-PLUS bestehend aus den Parteien USR und PLUS. Im Vergleich zu den Wahlen vier Jahre zuvor gewann Armand deutlich mit 40,95 Prozent der Stimmen und wurde damit direkt zur Bürgermeisterin gewählt. Sie übernahm das Amt am 29. Oktober 2020 von ihrem Vorgänger Daniel Tudorache.
Armand gab daraufhin ihr Mandat im Europaparlament zum 3. November 2020 auf. Für Armand rückte Vlad Gheorghe (USR) nach.